# Calciumoxalaat
Calciumoxalaat is het calciumzout van oxaalzuur, met als brutoformule CaC2O4. De stof vormt kleurloze naaldachtige kristallen. Calciumoxalaat komt zowel watervrij als in de vorm van het monohydraat voor.

## Voorkomen
Grote hoeveelheden calciumoxalaat komen voor in de giftige plant dieffenbachia. De stof komt ook voor in de bladeren van rabarber, in verschillende soorten klaverzuring, leden van de aronskelkfamilie (zoals de taro) en agaves. In kleinere hoeveelheden komt calciumoxalaat voor in spinazie. Kristallen van het slecht oplosbare zout worden gevonden in stengels, wortels en bladeren van de planten.
Calciumoxalaat vormt ook de hoofdcomponent van de neerslag die kan ontstaan in metalen brouw- of opslagslagtanks voor bier.
In nierstenen en sommige soorten blaasstenen vormt calciumoxalaat eveneens de hoofdcomponent. Bij de vergiftiging met ethaan-1,2-diol wordt de stof omgezet in oxaalzuur, waarna de vorming van de onoplosbare calciumoxalaat-kristallen voor de uiteindelijke vergiftigingsverschijnselen verantwoordelijk zijn.
Het natuurlijk voorkomen van calciumoxalaat in gesteenten is gekoppeld aan drie mineralen: whewelliet (het monohydraat, bekend uit sommige steenkoolmijnen), weddelliet (het dihydraat) en het zelden voorkomende trihydraat: caoxiet.

## Toxicologie en veiligheid
Zelfs een kleine hoeveelheid calciumoxalaat is al genoeg om een intens branderig gevoel in de mond en keel te veroorzaken. Het slijmvlies zwelt op waardoor kans op verstikking ontstaat. Bij grotere hoeveelheden ontstaan problemen in het maag-darm-kanaal en problemen met de ademhaling, met coma en de dood tot gevolg. Herstel van een ernstige oxalaat-vergiftiging is mogelijk, maar een blijvende beschadiging van lever en nieren is mogelijk.
De steel van de dieffenbachia leidt tot de ernstigste verschijnselen. De naaldvormige kristallen veroorzaken pijn en oedeem als ze in contact komen met de huid, lippen, tong, de slijmvliezen in de mond en rond de ogen. Het oedeem is in eerste instantie het gevolg van celbeschadiging door de kristalnaalden, later gevolgd door effecten van plant-toxines als bradykinine en enzymen).

### Behandeling
Bij inslikken van planten die calciumoxalaat bevatten is een snelle medische behandeling noodzakelijk. Afhankelijk van de plant kunnen mildere (olifantsoor Colocasia esculenta) tot ernstige verschijnselen, ademhalingsmoeilijkheden (aronskelk, Arisaema triphyllum) optreden. Een beet in de bes van arisaema leidt tot onmiddellijke pijn en opzwellen van de slijmvliezen. Pas na meer dan twaalf uur neemt de zwelling weer af. Behandeling vindt plaats met verschillende medicijnen, allemaal intraveneus (infuus).